# Resiutta
Resiutta (friuli nyelven Resiute) település Olaszországban, Friuli-Venezia Giulia régióban, Udine megyében. Lakosainak száma 266 fő (2023. január 1.). Resiutta Chiusaforte, Moggio Udinese, Resia és Venzone községekkel határos.

## Népesség
A település népességének változása:
| Lakosok száma | 290  | 286  | 266  |
|               | 2017 | 2018 | 2023 |